# Passeroidea
I Passeroidei (Passeroidea) sono una superfamiglia di uccelli passeriformi dell'infraordine Passerida comprendente oltre 1600 specie di uccelli canori.

## Distribuzione e habitat
La superfamiglia ha una distribuzione pressoché cosmopolita, essendo presente in tutti i continenti eccetto l'Antartide.

## Tassonomia
La superfamiglia Passeroidea è uno dei tre raggruppamenti dell'infraordine Passerida proposti nel 1990 dalla classificazione degli uccelli di Sibley e Ahlquist.
Sebbene la monofilia del raggruppamento sia stata in larga parte confermata da numerosi studi successivi, alcune delle famiglie incluse da Sibley e Ahlquist nella loro classificazione risultano attualmente collocate al di fuori dei Passeroidei. In particolare, la famiglia Paramythiidae della Nuova Guinea non viene più considerata parte della radiazione passeroidea ma piuttosto si colloca tra i Corvida; anche i Melanocharitidae non sono più inquadrati tra i Passeroidei ma piuttosto sembrano rappresentare un clade basale all'interno dei Passerida mentre gli Alaudidae sono attualmente considerati parte della superfamiglia Sylvioidea.
Di contro alcune famiglie non considerate nella classificazione di Sibley e Ahlquist sono oggi invece inserite a pieno titolo tra i Passeroidei: tra di esse Modulatricidae, Promeropidae, Irenidae, Chloropseidae, che costituiscono rami basali della superfamiglia, con stretti legami di parentela con i Nectariniidae.
Di recente i rapporti inter-familiari e intrafamiliari all'interno della superfamiglia sono stati ridiscussi sulla base delle risultanze di studi filogenetici condotti sui passeroidei del Nuovo Mondo, che hanno portato alla inclusione delle famiglie: Calyptophilidae, Icteriidae, Mitrospingidae, Nesospingidae, Passerellidae, Phaenicophilidae, Rhodinocichlidae, Spindalidae, Teretistridae e Zeledoniidae.
Alla luce di tali acquisizioni la superfamiglia Passeroidea comprende le seguenti famiglie: 
- Modulatricidae  (3 spp.)
- Promeropidae Vigors, 1825 (2 spp.)
- Irenidae Jerdon, 1863 (2 spp.)
- Chloropseidae Wetmore, 1960 (11 spp.)
- Dicaeidae Bonaparte (48 spp.)
- Nectariniidae Vigors, 1825 (145 spp.)
- Passeridae Illiger, 1811 (43 spp.)
- Ploceidae Sundevall, 1836 (117 spp.)
- Estrildidae Bonaparte, 1850 (141 spp.)
- Viduidae Cabanis, 1841 (20 spp.)
- Peucedramidae Wolters, 1980 (1 sp.)
- Prunellidae Richmond, 1908 (13 spp.)
- Motacillidae Horsfield, 1821 (68 spp.)
- Urocynchramidae Domaniewski, 1918 (1 sp.)
- Fringillidae Leach, 1820 (228 spp.)
- Calcariidae Ridgway, 1901 (6 spp.)
- Rhodinocichlidae Ridgway, 1902 (1 sp.)
- Emberizidae Vigors, 1831 (44 spp.)
- Passerellidae Cabanis & Heine, 1850 (136 spp.)
- Calyptophilidae Ridgway, 1907 (1 sp.)
- Phaenicophilidae Sclater, 1886 (4 spp.)
- Nesospingidae Barker et al., 2013 (1 sp.)
- Spindalidae Barker et al., 2013 (4 spp.)
- Zeledoniidae Ridgway, 1907 (1 sp.)
- Teretistridae Baird, 1864 (2 spp.)
- Icteriidae Baird, 1858 (1 sp.)
- Icteridae Vigors, 1825 (109 spp.)
- Parulidae Wetmore et al., 1947 (119 spp.)
- Mitrospingidae Barker et al., 2013 (4 spp.)
- Cardinalidae Ridgway, 1901 (53 spp.)
- Thraupidae Cabanis, 1847 (384 spp.)

### Alcune specie

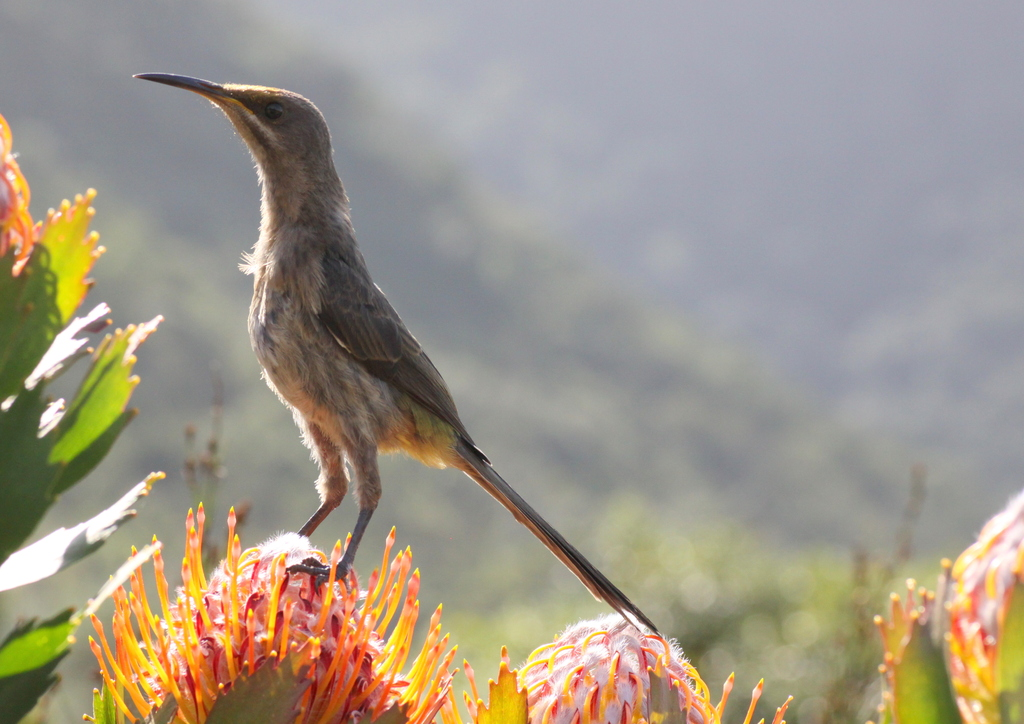
Promerops cafer (Promeropidae)
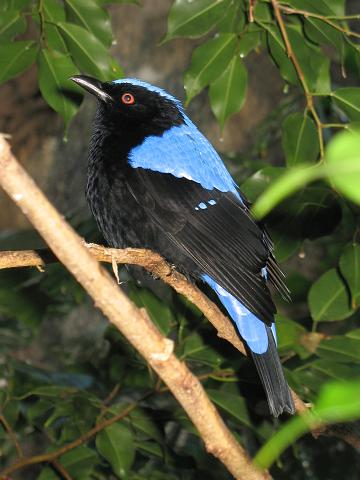
Irena puella (Irenidae)
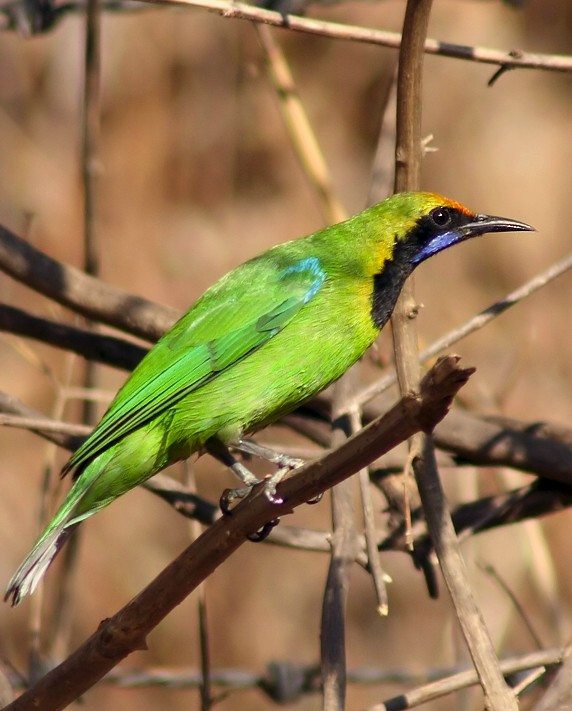
Chloropsis aurifrons (Chloropseidae)
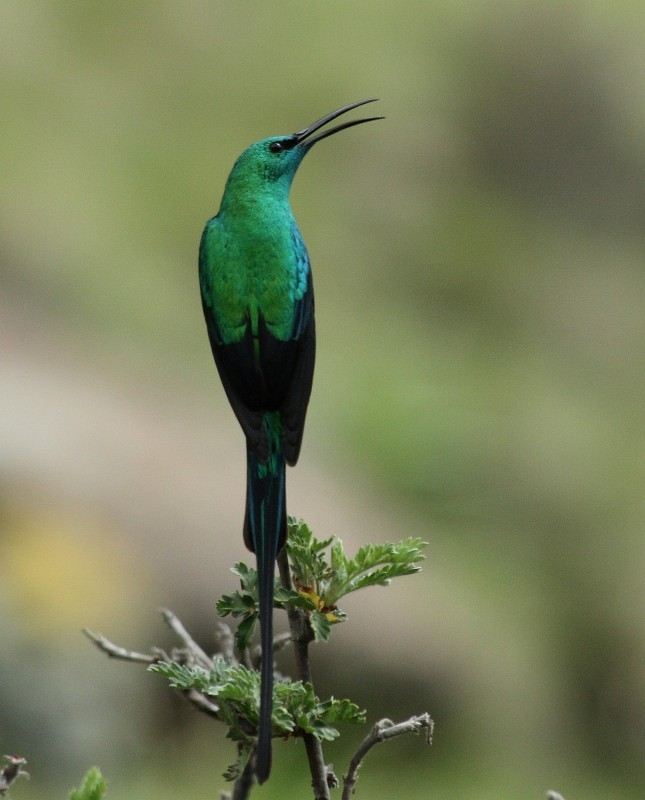
Nectarinia famosa (Nectariniidae)
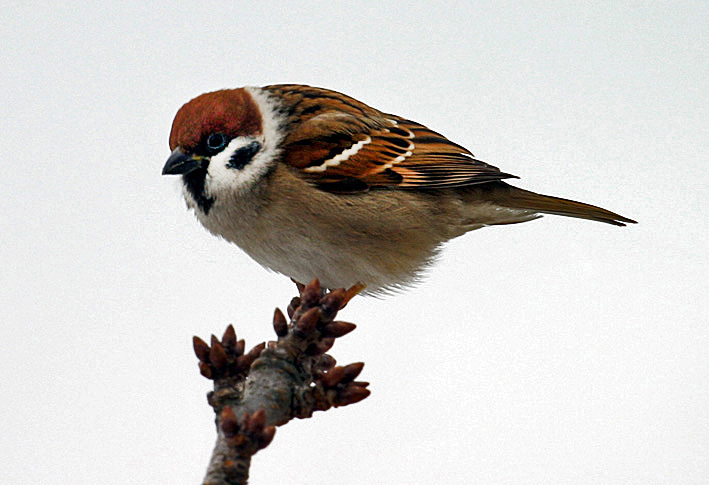
Passer montanus (Passeridae)
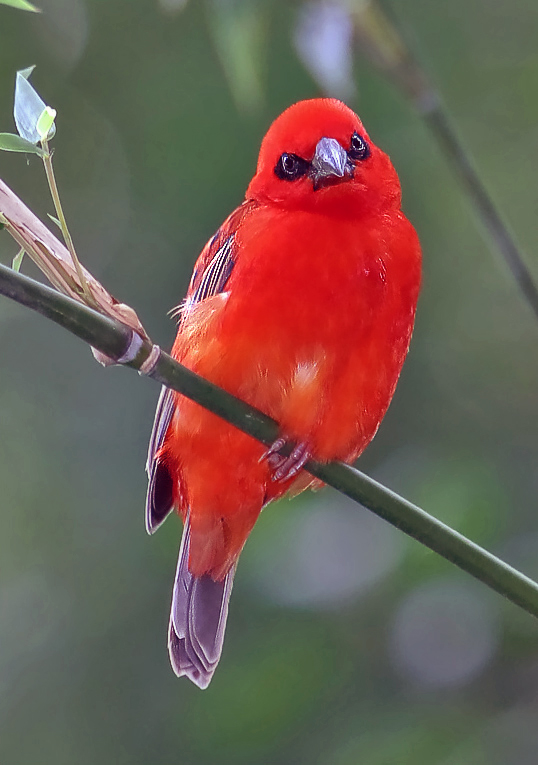
Foudia madagascariensis (Ploceidae)
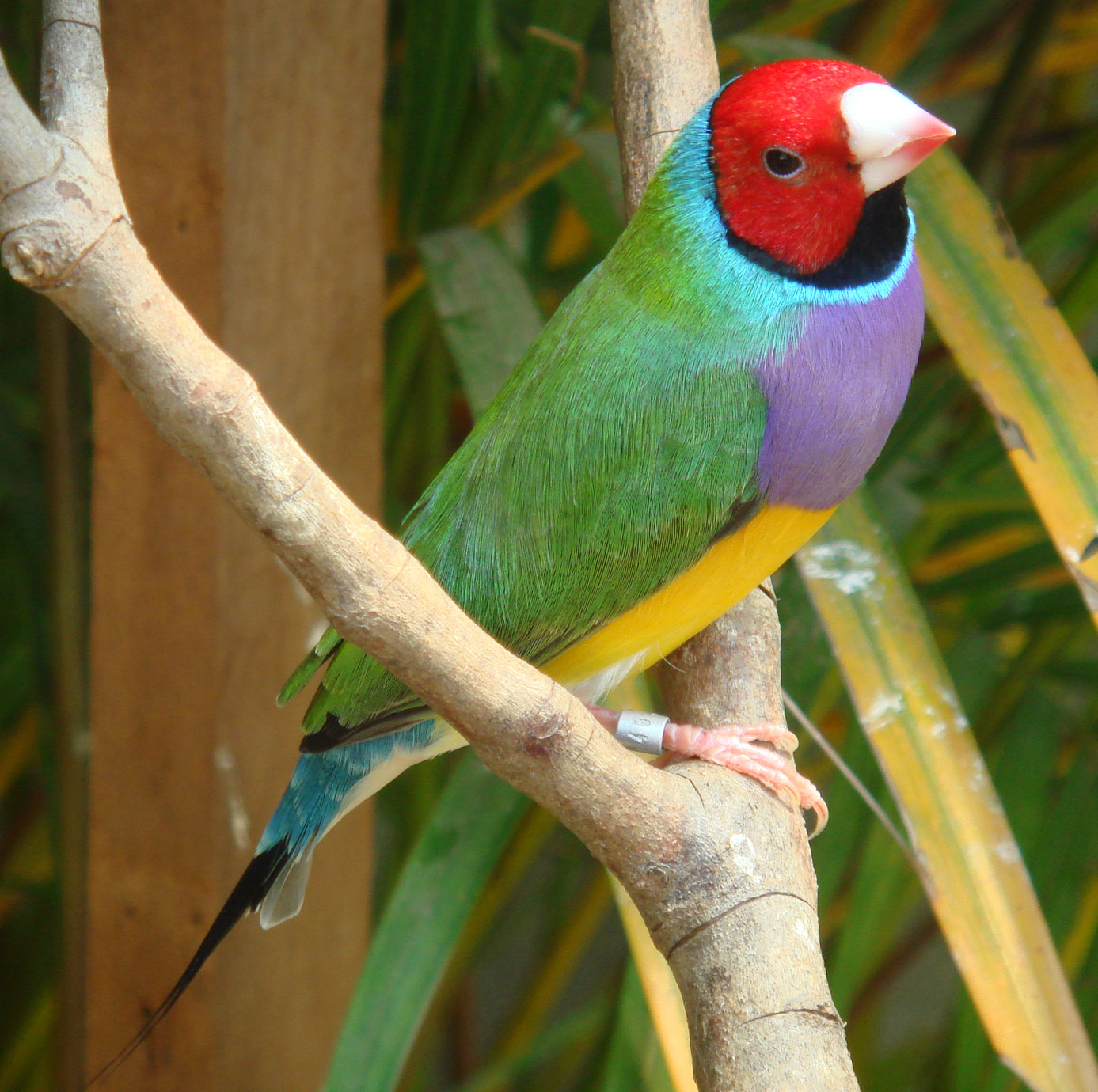
Erythrura gouldiae (Estrildidae)
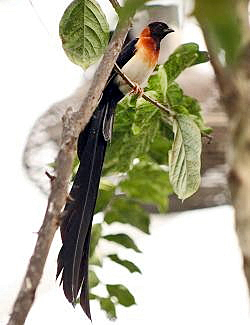
Vidua paradisaea (Viduidae)
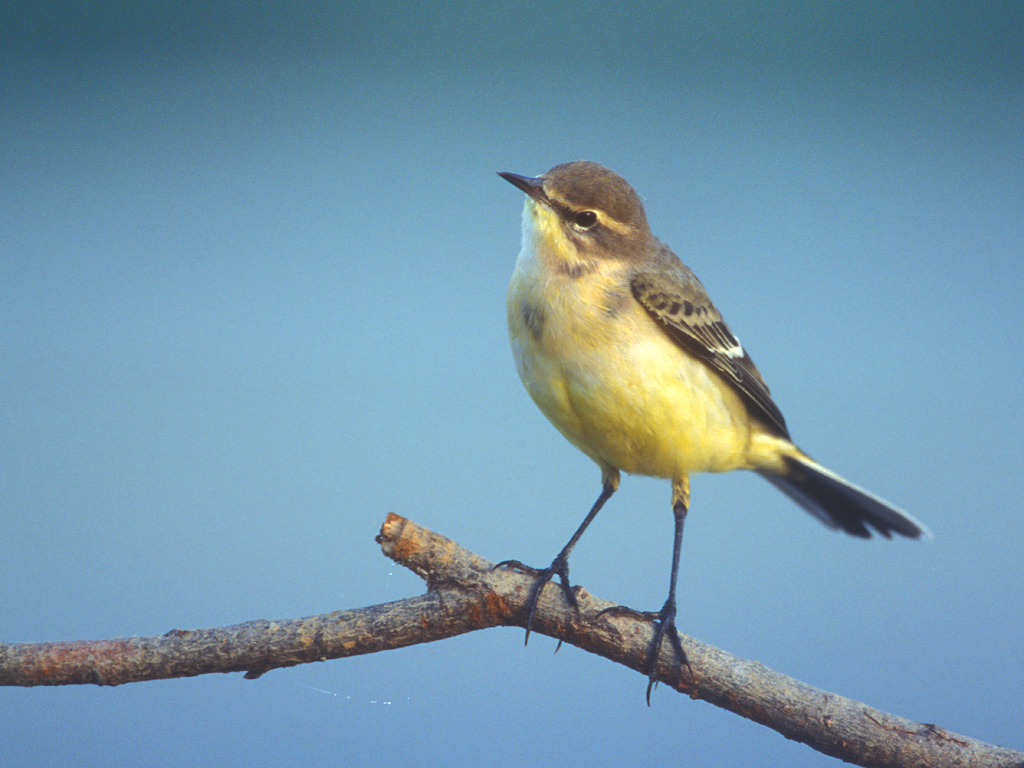
Motacilla flava (Motacillidae)
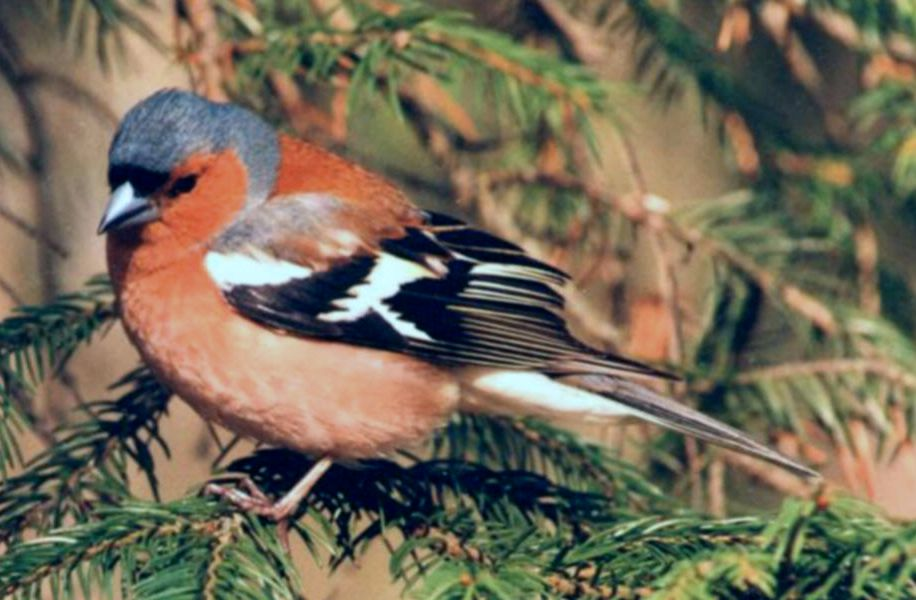
Fringilla coelebs (Fringillidae)
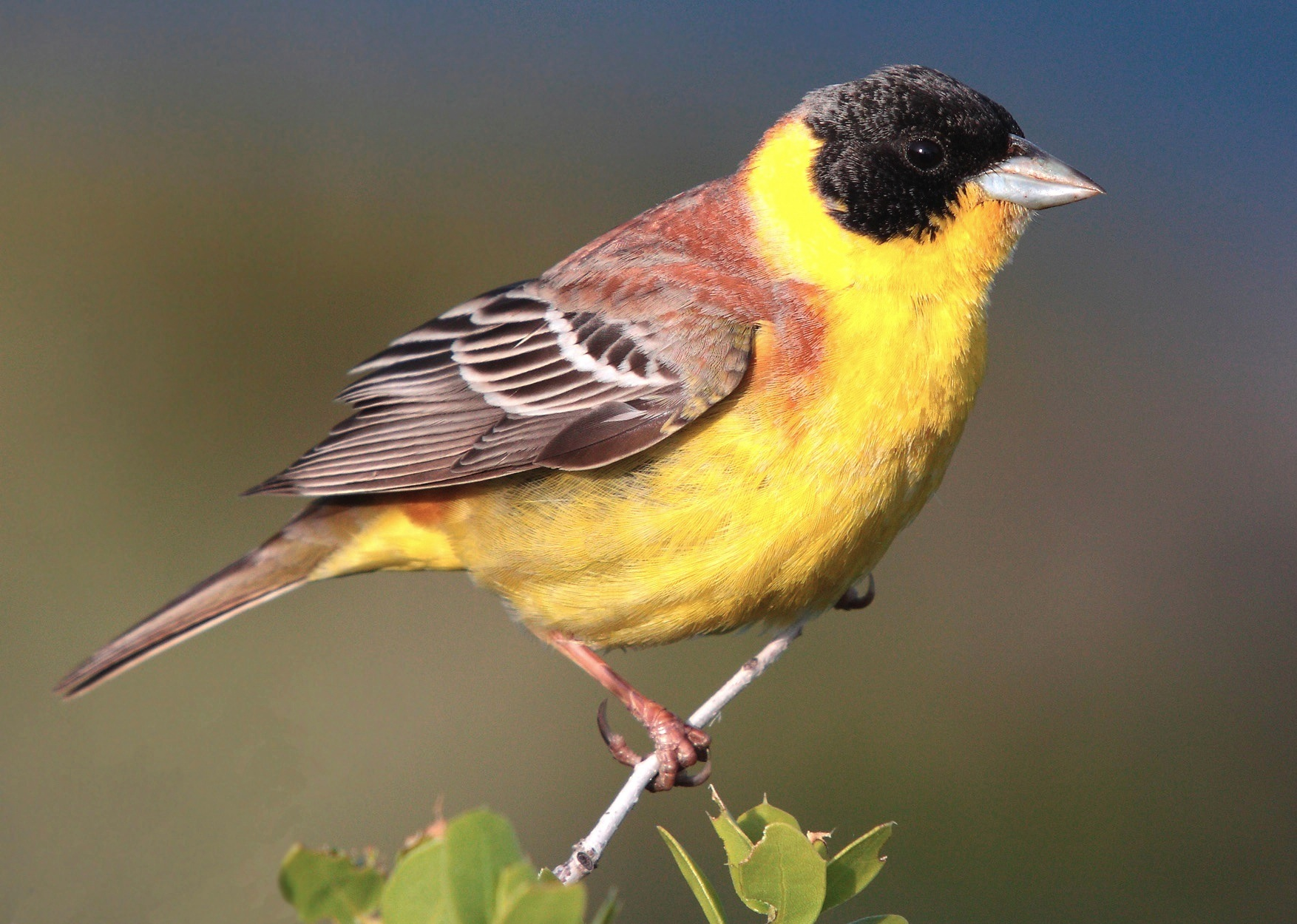
Emberiza melanocephala (Emberizidae)
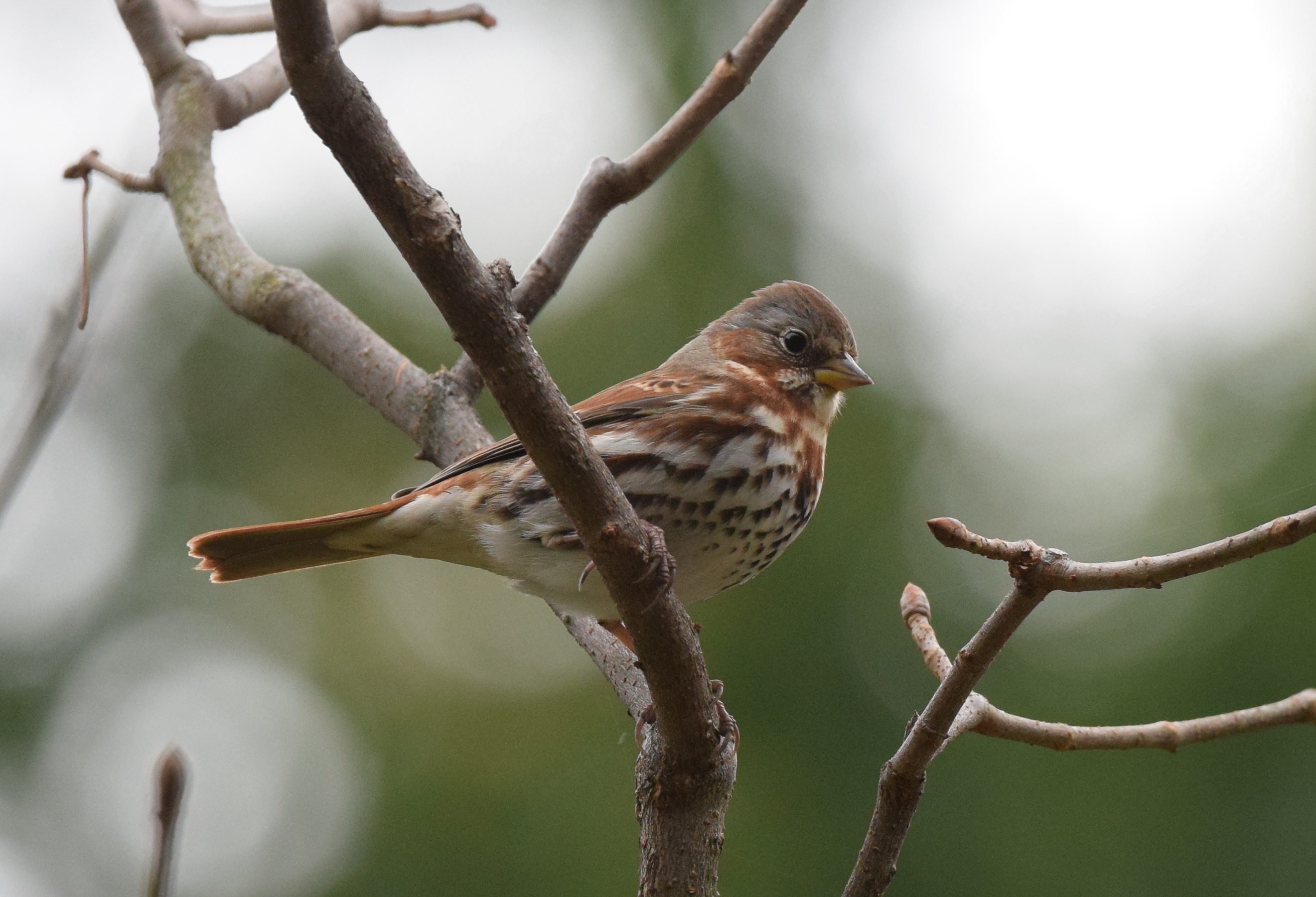
Passerella iliaca (Passerellidae)
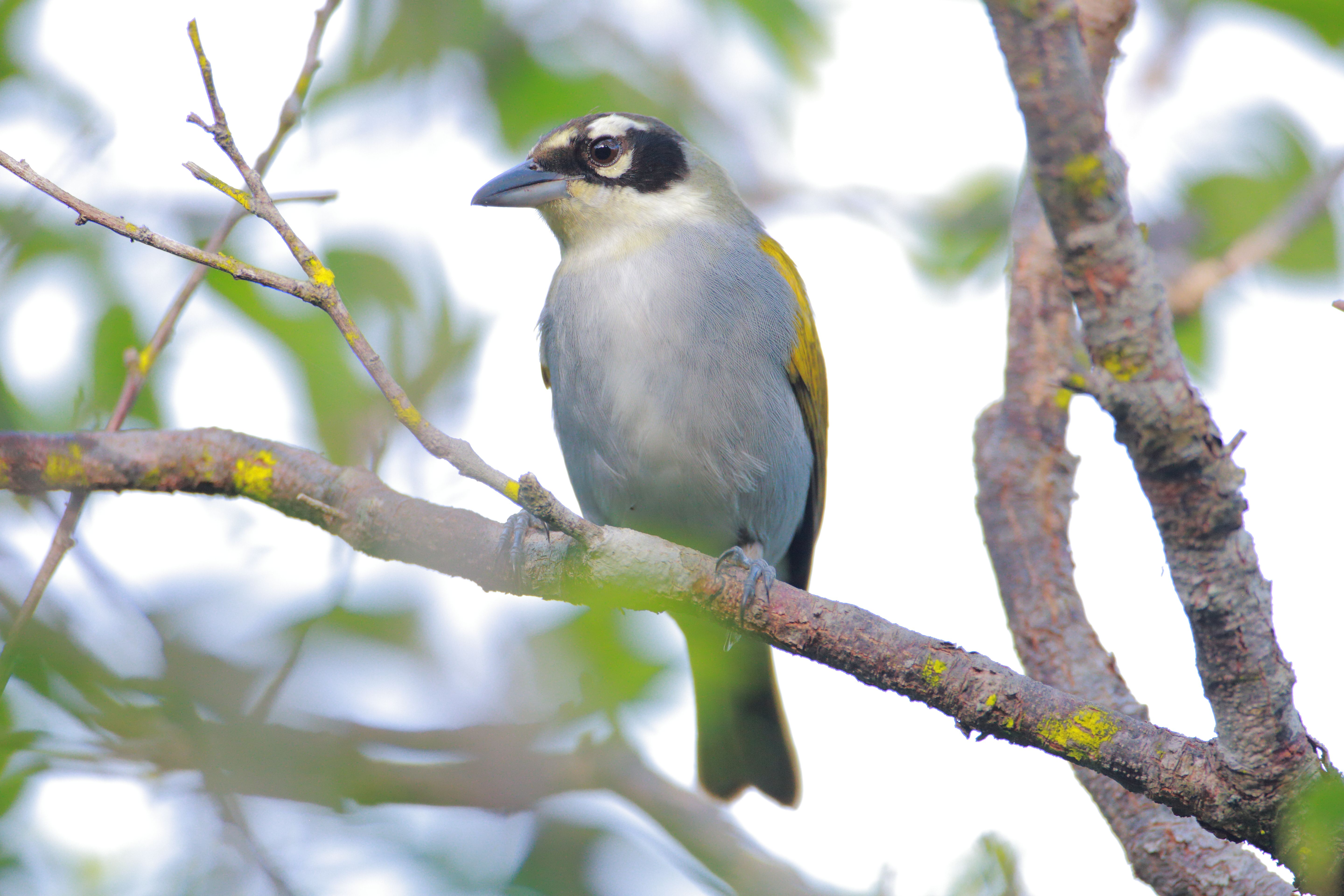
Phaenicophilus palmarum (Phaenicophilidae)
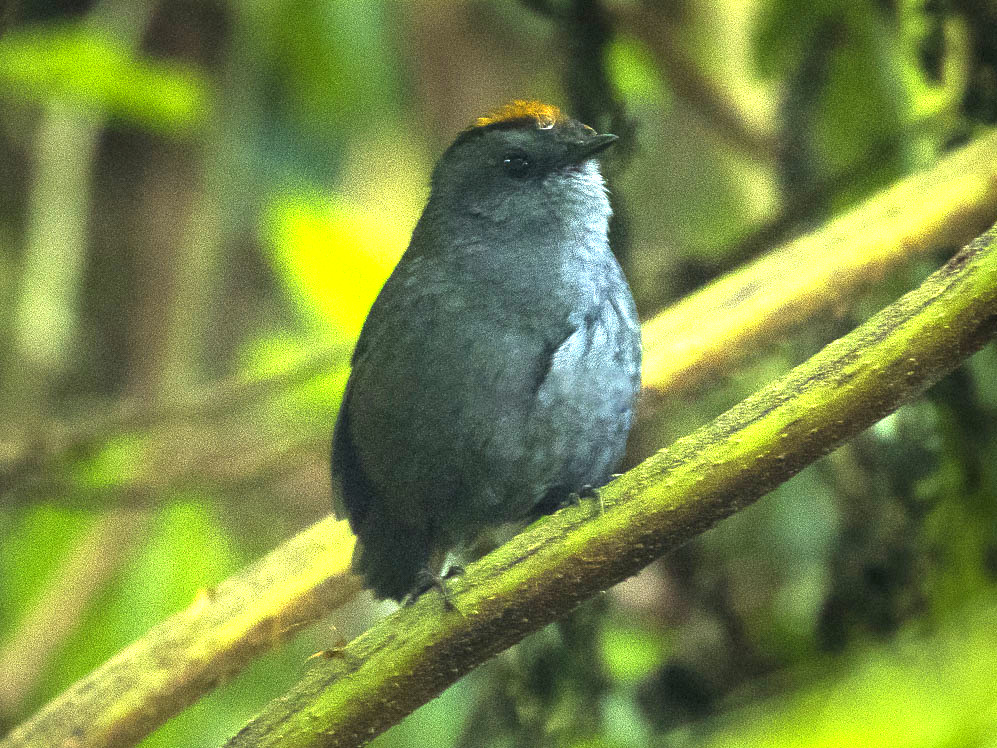
Zeledonia coronata (Zeledoniidae)
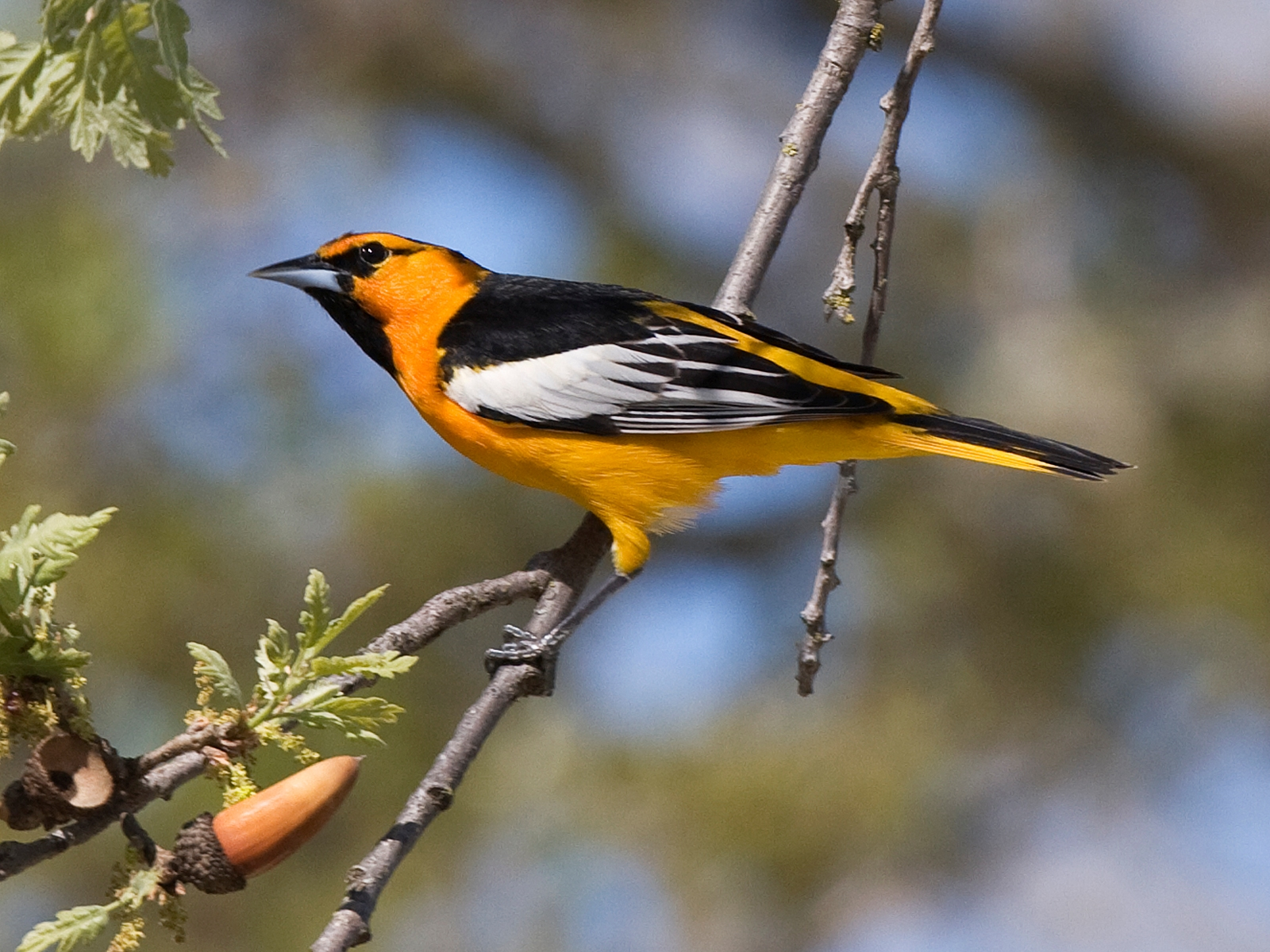
Icterus bullockii (Icteridae)
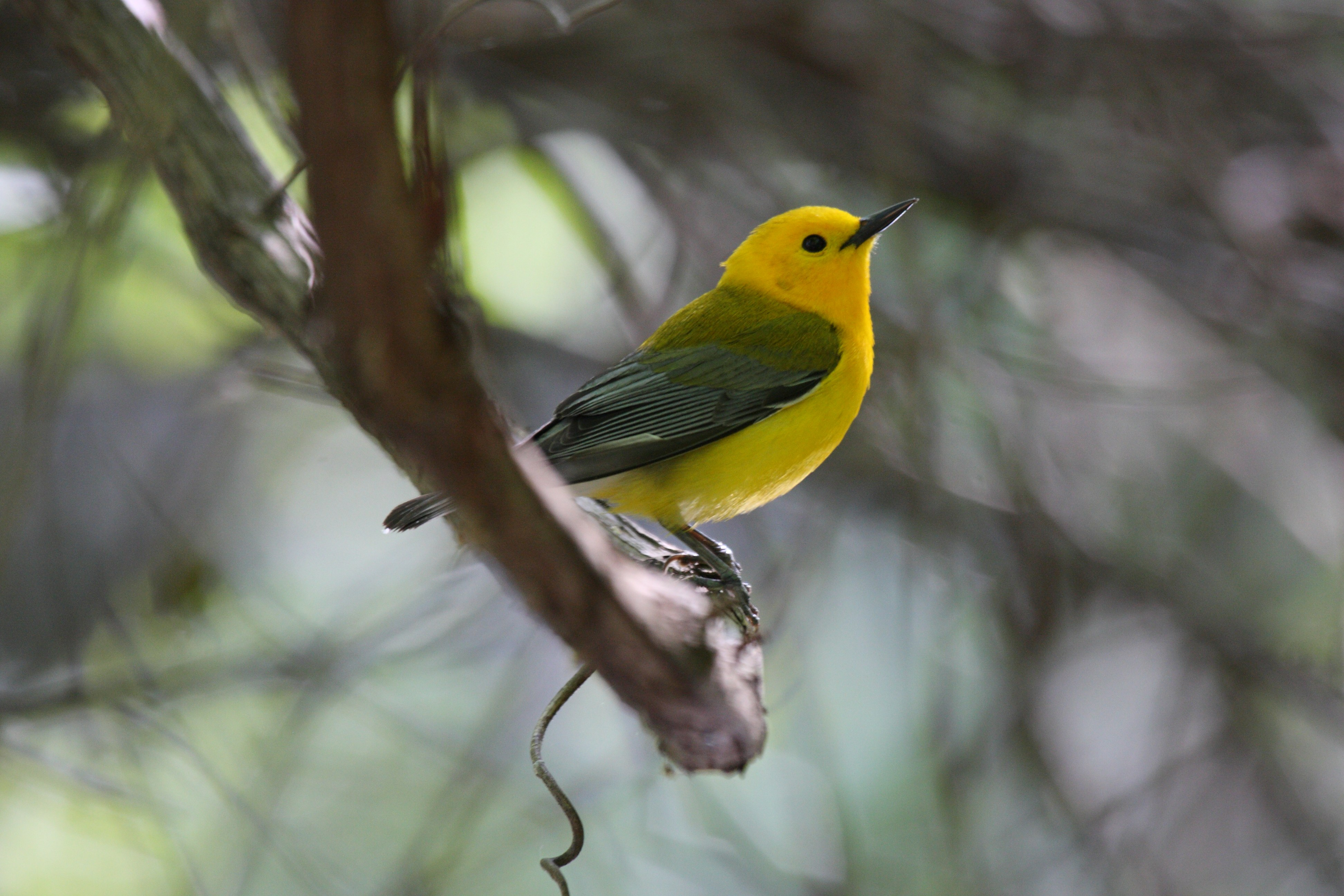
Protonotaria citrea (Parulidae)
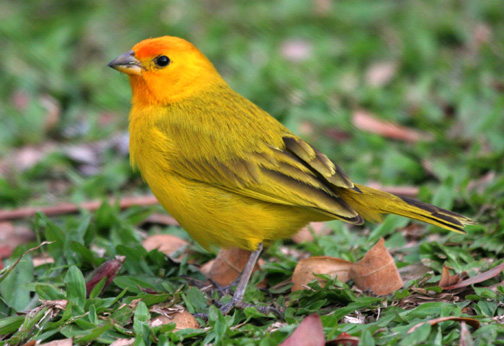
Sicalis flaveola (Thraupidae)
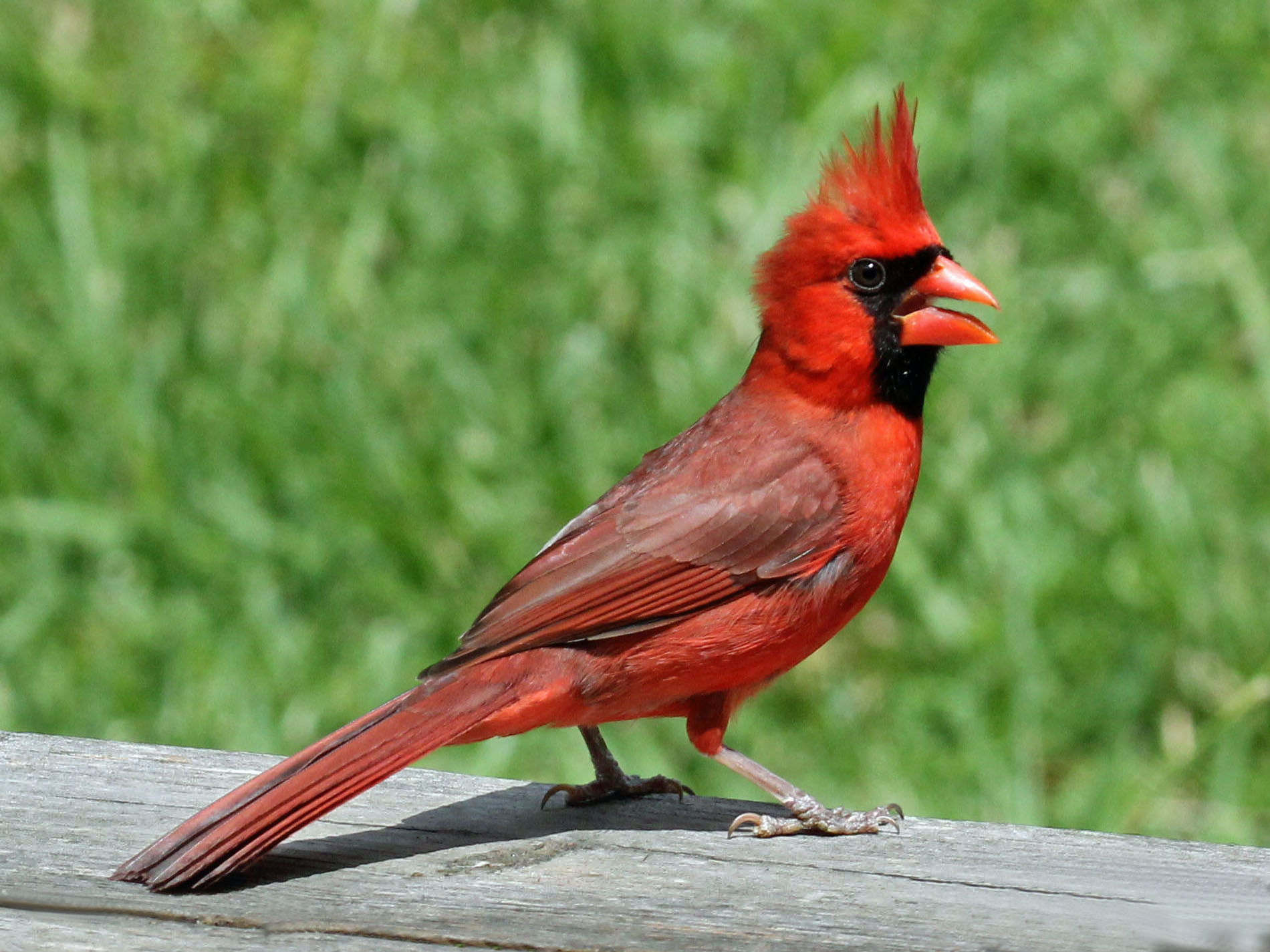
Cardinalis cardinalis (Cardinalidae)